# Cinquième circonscription de la Charente-Maritime
La cinquième circonscription de la Charente-Maritime est l'une des cinq circonscriptions législatives françaises que compte le département de la Charente-Maritime (17) situé en région Nouvelle-Aquitaine.

## Description géographique et démographique

### De 1958 à 1986
La cinquième circonscription de la Charente-Maritime était composée de :
- Canton du Château-d'Oléron
- Canton de Cozes
- Canton de Gémozac
- Canton de Marennes
- Canton de Royan
- Canton de Saint-Agnant
- Canton de Saint-Pierre-d'Oléron
- Canton de Saint-Porchaire
- Canton de Saujon
- Canton de La Tremblade

Source : Journal Officiel du 14-15 Octobre 1958.

### Depuis 1988
La cinquième circonscription de la Charente-Maritime est délimitée par le découpage électoral de la loi no 86-1197 du 24 novembre 1986
, elle regroupe les divisions administratives suivantes :
- Canton du Château-d'Oléron
- Canton de Marennes
- Canton de Royan-Ouest
- Canton de Saint-Agnant
- Canton de Saint-Pierre-d'Oléron
- Canton de Saint-Porchaire
- Canton de Saujon
- Canton de Tonnay-Charente
- Canton de La Tremblade.

D'après le recensement général de la population en 1999, réalisé par l'Institut national de la statistique et des études économiques (INSEE), la population totale de cette circonscription est estimée à 112002 habitants,.

## Historique des députations
| Législature | Début de mandat | Fin de mandat  | Député              | Parti politique | Observations |
| ----------- | --------------- | -------------- | ------------------- | --------------- | --- |
| Ire         | 9 décembre 1958 | 9 octobre 1962 | André Lacaze        | CNIP            | Mandat écourté à la suite d'une dissolution parlementaire décidée par Charles de Gaulle. |
| IIe         | 6 décembre 1962 | 2 avril 1967   | Jean de Lipkowski   | UNR             | |
| IIIe        | 3 avril 1967    | 30 mai 1968    | Jean de Lipkowski   | UD-VeR          | Mandat écourté à la suite d'une dissolution parlementaire décidée par Charles de Gaulle. |
| IVe         | 11 juillet 1968 | 1er avril 1973 | Jean de Lipkowski   | UDR             | Remplacé du 13 août 1968 au 9 novembre 1971 par Raymond Grandsart à la suite de sa nomination au gouvernement. À la suite du décès de ce dernier, une élection partielle est organisée le 12 décembre 1971 ; Jean de Lipowski est réélu. Toujours membre du gouvernement, il est remplacé à partir du 12 janvier 1972 par Claude Jousseaume. |
| Ve          | 2 avril 1973    | 2 avril 1978   | Jean de Lipkowski   | UDR             | Remplacé à partir du 13 mai 1973 par André Brillouet à la suite de sa nomination au gouvernement. |
| VIe         | 3 avril 1978    | 22 mai 1981    | Jean de Lipkowski   | RPR             | Mandat écourté à la suite d'une dissolution parlementaire décidée par François Mitterrand. |
| VIIe        | 2 juillet 1981  | 1er avril 1986 | Jean de Lipkowski   | RPR             | |
| VIIIe       | 2 avril 1986    | 14 mai 1988    | Aucun               | Aucun           | Proportionnelle par département, pas de député par circonscription. Mandat écourté à la suite d'une dissolution parlementaire décidée par François Mitterrand. |
| IXe         | 23 juin 1988    | 1er avril 1993 | Jean de Lipkowski   | RPR             | |
| Xe          | 2 avril 1993    | 21 avril 1997  | Jean de Lipkowski   | RPR             | Mandat écourté à la suite d'une dissolution parlementaire décidée par Jacques Chirac. |
| XIe         | 12 juin 1997    | 18 juin 2002   | Didier Quentin      | RPR             | |
| XIIe        | 19 juin 2002    | 19 juin 2007   | Didier Quentin      | UMP             | |
| XIIIe       | 20 juin 2007    | 19 juin 2012   | Didier Quentin      | UMP             | |
| XIVe        | 20 juin 2012    | 20 juin 2017   | Didier Quentin      | UMP             | |
| XVe         | 21 juin 2017    | 21 juin 2022   | Didier Quentin      | LR              | |
| XVIe        | 22 juin 2022    | 9 juin 2024    | Christophe Plassard | HOR             | Mandat écourté à la suite d'une dissolution parlementaire décidée par Emmanuel Macron. |
| XVIIe       | 8 juillet 2024  | En cours       | Christophe Plassard | HOR             | |

## Historique des élections
| Date d'élection | Député élu             | Parti | Parti          |
| --------------- | ---------------------- | ----- | -------------- |
| 1958            | André Lacaze           |       | CNIP           |
| 1962            | Jean-Noël de Lipkowski |       | UNR-UDT        |
| 1967            | Jean-Noël de Lipkowski |       | UDR            |
| 1968            | Jean-Noël de Lipkowski |       | UDR            |
| Décembre 1971   | Jean-Noël de Lipkowski |       | UDR            |
| 1973            | Jean-Noël de Lipkowski |       | UDR            |
| 1978            | Jean-Noël de Lipkowski |       | RPR            |
| 1981            | Jean-Noël de Lipkowski |       | RPR            |
| 1988            | Jean-Noël de Lipkowski |       | RPR            |
| 1993            | Jean-Noël de Lipkowski |       | RPR            |
| 1997            | Didier Quentin         |       | RPR            |
| 2002            | Didier Quentin         |       | UMP            |
| 2007            | Didier Quentin         |       | UMP            |
| 2012            | Didier Quentin         |       | UMP            |
| 2017            | Didier Quentin         |       | LR             |
| 2022            | Christophe Plassard    |       | Horizons (ENS) |
| 2024            | Christophe Plassard    |       | Horizons       |

### Élections de 1958
| Candidat                    | Candidat         | Parti                     | Premier tour | Premier tour | Second tour | Second tour |  |
| Candidat                    | Candidat         | Parti                     | Voix         | %            | Voix        | %           |  |
| --------------------------- | ---------------- | ------------------------- | ------------ | ------------ | ----------- | ----------- |  |
|                             | André Lacaze élu | CNIP                      | 11 077       | 25,12        | 16 965      | 37,55       |  |
|                             | Max Brusset      | UNR                       | 10 917       | 24,76        | 11 134      | 24,65       |  |
|                             | Pierre Lis       | Radsoc                    | 7 225        | 16,39        | 10 845      | 24,01       |  |
|                             | Jean Papeau      | PCF                       | 5 391        | 12,23        | 4 348       | 9,62        |  |
|                             | Marcel Bouyer    | UFF                       | 4 888        | 11,09        | 1 884       | 4,17        |  |
|                             | Michel Boucher   | Divers droite (Gaulliste) | 2 510        | 5,69         | Retrait     | Retrait     |  |
|                             | Jean Pillet      | Modérés                   | 2 083        | 4,72         |             |             |  |
|                             |                  |                           |              |              |             |             |  |
| Inscrits                    | Inscrits         | Inscrits                  | 62 687       | 100,00       | 62 581      | 100,00      |  |
| Abstentions                 | Abstentions      | Abstentions               | 17 326       | 27,64        | 16 811      | 26,86       |  |
| Votants                     | Votants          | Votants                   | 45 361       | 72,36        | 45 770      | 73,14       |  |
| Blancs et nuls              | Blancs et nuls   | Blancs et nuls            | 1 270        | 2,8          | 594         | 1,3         |  |
| Exprimés                    | Exprimés         | Exprimés                  | 44 091       | 97,2         | 45 176      | 98,7        |  |
| Source : Gallica et CEVIPOF |                  |                           |              |              |             |             |  |

Yves Tap, avocat à Royan était le suppléant d'André Lacaze.

### Élections de 1962
| Candidat                    | Candidat                   | Parti          | Premier tour | Premier tour | Second tour | Second tour |  |
| Candidat                    | Candidat                   | Parti          | Voix         | %            | Voix        | %           |  |
| --------------------------- | -------------------------- | -------------- | ------------ | ------------ | ----------- | ----------- |  |
|                             | Jean-Noël de Lipkowski élu | UNR-UDT        | 16 412       | 42,53        | 24 979      | 69,16       |  |
|                             | André Lacaze sortant       | CNIP           | 9 740        | 25,24        | Retrait     | Retrait     |  |
|                             | Jean Papeau                | PCF            | 5 046        | 13,08        | 11 138      | 30,84       |  |
|                             | Pierre Lis                 | Radsoc         | 5 001        | 12,96        | Retrait     | Retrait     |  |
|                             | Michel Boucher             | PSU            | 2 386        | 6,18         | Retrait     | Retrait     |  |
|                             |                            |                |              |              |             |             |  |
| Inscrits                    | Inscrits                   | Inscrits       | 63 632       | 100,00       | 63 628      | 100,00      |  |
| Abstentions                 | Abstentions                | Abstentions    | 23 850       | 37,48        | 23 361      | 36,71       |  |
| Votants                     | Votants                    | Votants        | 39 782       | 62,52        | 40 267      | 63,29       |  |
| Blancs et nuls              | Blancs et nuls             | Blancs et nuls | 1 197        | 3,01         | 4 150       | 10,31       |  |
| Exprimés                    | Exprimés                   | Exprimés       | 38 585       | 96,99        | 36 117      | 89,69       |  |
| Source : Gallica et CEVIPOF |                            |                |              |              |             |             |  |

Raymond Grandsart, comptable, conseiller général, maire de Saint-Pierre-d'Oléron, était suppléant de Jean de Lipkowski.

### Élections de 1967
| Candidat                    | Candidat                             | Parti          | Premier tour | Premier tour | Second tour | Second tour |  |
| Candidat                    | Candidat                             | Parti          | Voix         | %            | Voix        | %           |  |
| --------------------------- | ------------------------------------ | -------------- | ------------ | ------------ | ----------- | ----------- |  |
|                             | Jean-Noël de Lipkowski sortant réélu | UD-Ve          | 23 988       | 48,52        | 26 985      | 54,99       |  |
|                             | Michel Boucher                       | PSU (FGDS)     | 9 635        | 19,49        | 22 084      | 45,01       |  |
|                             | Jean Papeau                          | PCF            | 8 824        | 17,85        | Retrait     | Retrait     |  |
|                             | Yves Tap                             | CD (PDM)       | 6 989        | 14,14        | Retrait     | Retrait     |  |
|                             |                                      |                |              |              |             |             |  |
| Inscrits                    | Inscrits                             | Inscrits       | 65 768       | 100,00       | 65 758      | 100,00      |  |
| Abstentions                 | Abstentions                          | Abstentions    | 15 076       | 22,92        | 15 190      | 23,1        |  |
| Votants                     | Votants                              | Votants        | 50 692       | 77,08        | 50 568      | 76,9        |  |
| Blancs et nuls              | Blancs et nuls                       | Blancs et nuls | 1 256        | 2,48         | 1 499       | 2,96        |  |
| Exprimés                    | Exprimés                             | Exprimés       | 49 436       | 97,52        | 49 069      | 97,04       |  |
| Source : Gallica et CEVIPOF |                                      |                |              |              |             |             |  |

Raymond Grandsart, comptable, conseiller général, maire de Saint-Pierre-d'Oléron, était le suppléant de  Jean-Noël de Lipkowski.

### Élections de 1968
|                | Jean de Lipkowski sortant réélu | UDR (URP)      | 30 370 | 61,10  |  |  |  |
|                | Michel Boucher                  | PSU (FGDS)     | 11 964 | 24,07  |  |  |  |
|                | Jean Papeau                     | PCF            | 7 368  | 14,82  |  |  |  |
|                |                                 |                |        |        |  |  |  |
| Inscrits       | Inscrits                        | Inscrits       | 66 750 | 100,00 |  |  |  |
| Abstentions    | Abstentions                     | Abstentions    | 15 562 | 23,31  |  |  |  |
| Votants        | Votants                         | Votants        | 51 188 | 76,69  |  |  |  |
| Blancs et nuls | Blancs et nuls                  | Blancs et nuls | 1 486  | 2,9    |  |  |  |
| Exprimés       | Exprimés                        | Exprimés       | 49 702 | 97,1   |  |  |  |

Raymond Grandsart était le suppléant de  Jean-Noël de Lipkowski. Il le remplaça du 13 août 1968 au 9 novembre 1971, lorsque Jean de Lipkowski fut nommé membre du gouvernement.
Raymond Grandsart meurt le 9 novembre 1971.

### Élection partielle du 12 décembre 1971
| | Jean de Lipkowski élu | UDR            | 20 707 | 52,31  |  |  |  |
| | Jean Papeau           | PCF            | 12 533 | 31,66  |  |  |  |
| | Yves Tap              | CD             | 4 657  | 11,77  |  |  |  |
| | Michel Gardrat        | Divers droite  | 1 685  | 4,26   |  |  |  |
| |                       |                |        |        |  |  |  |
| Inscrits | Inscrits              | Inscrits       | 68 003 | 100,00 |  |  |  |
| Abstentions | Abstentions           | Abstentions    | 26 999 | 39,7   |  |  |  |
| Votants | Votants               | Votants        | 41 004 | 60,3   |  |  |  |
| Blancs et nuls | Blancs et nuls        | Blancs et nuls | 1 422  | 3,47   |  |  |  |
| Exprimés | Exprimés              | Exprimés       | 39 582 | 96,53  |  |  |  |
| Source : France, Ministère de l'intérieur. Les Elections législatives . Métropole., la Documentation française, 1974 (lire en ligne) |                       |                |        |        |  |  |  |

Le suppléant de Jean de Lipkowski était Claude Jousseaume, conseiller général, pharmacien au Château-d'Oléron. Claude Jousseaume remplaça Jean de Lipkowski, nommé membre du gouvernement, du 13 janvier 1972 au 1er avril 1973.

### Élections de 1973
| Candidat       | Candidat                        | Parti          | Premier tour | Premier tour | Second tour | Second tour |  |
| Candidat       | Candidat                        | Parti          | Voix         | %            | Voix        | %           |  |
| -------------- | ------------------------------- | -------------- | ------------ | ------------ | ----------- | ----------- |  |
|                | Jean de Lipkowski sortant réélu | UDR (URP)      | 23 776       | 44,61        | 31 040      | 58,76       |  |
|                | Jean Papeau                     | PCF            | 7 657        | 22,89        | 21 789      | 41,24       |  |
|                | Michel Boucher                  | Divers gauche  | 7 621        | 14,30        | Retrait     | Retrait     |  |
|                | Pierre-Gérard Dupuy             | Rad (MR)       | 6 306        | 11,83        |             |             |  |
|                | Pierre Lavau                    | PS (UGSD)      | 4 520        | 8,48         |             |             |  |
|                |                                 |                |              |              |             |             |  |
| Inscrits       | Inscrits                        | Inscrits       | 70 392       | 100,00       | 70 324      | 100,00      |  |
| Abstentions    | Abstentions                     | Abstentions    | 15 636       | 22,21        | 14 946      | 21,25       |  |
| Votants        | Votants                         | Votants        | 54 756       | 77,79        | 55 378      | 78,75       |  |
| Blancs et nuls | Blancs et nuls                  | Blancs et nuls | 1 457        | 2,66         | 2 549       | 4,6         |  |
| Exprimés       | Exprimés                        | Exprimés       | 53 299       | 97,34        | 52 829      | 95,4        |  |

André Brillouet, maire de Saint-Romain-de-Benet, était le suppléant de Jean-Noël de Lipkowski. André Brillouet remplaça Jean de Lipkowski, nommé membre du gouvernement, du 13 mai 1973 au 2 avril 1978.

### Élections de 1978
| Candidat                    | Candidat                             | Parti          | Premier tour | Premier tour | Second tour | Second tour |  |
| Candidat                    | Candidat                             | Parti          | Voix         | %            | Voix        | %           |  |
| --------------------------- | ------------------------------------ | -------------- | ------------ | ------------ | ----------- | ----------- |  |
|                             | Jean-Noël de Lipkowski sortant réélu | RPR            | 20 527       | 32,11        | 37 036      | 56,86       |  |
|                             | Jean Papeau                          | PCF            | 13 594       | 21,27        | 28 095      | 43,14       |  |
|                             | Dominique Bussereau                  | UDF (PR)       | 12 623       | 19,75        | Retrait     | Retrait     |  |
|                             | Christian Mandin                     | MRG (PS)       | 12 438       | 19,46        | Retrait     | Retrait     |  |
|                             | Isabelle Forst                       | Écologie 78    | 2 821        | 4,41         |             |             |  |
|                             | Gisèle Pernin                        | LO             | 1 060        | 1,66         |             |             |  |
|                             | Pierre-Gérard Dupuy                  | Divers gauche  | 862          | 1,35         |             |             |  |
|                             |                                      |                |              |              |             |             |  |
| Inscrits                    | Inscrits                             | Inscrits       | 80 443       | 100,00       | 80 421      | 100,00      |  |
| Abstentions                 | Abstentions                          | Abstentions    | 15 180       | 18,87        | 13 077      | 16,26       |  |
| Votants                     | Votants                              | Votants        | 65 263       | 81,13        | 67 344      | 83,74       |  |
| Blancs et nuls              | Blancs et nuls                       | Blancs et nuls | 1 338        | 2,05         | 2 213       | 3,29        |  |
| Exprimés                    | Exprimés                             | Exprimés       | 63 925       | 97,95        | 65 131      | 96,71       |  |
| Source : CEVIPOF et Gallica |                                      |                |              |              |             |             |  |

André Brillouet était suppléant de Jean-Noël de Lipkowski.

### Élections de 1981
| Candidat       | Candidat                             | Parti             | Premier tour | Premier tour | Second tour | Second tour |  |
| Candidat       | Candidat                             | Parti             | Voix         | %            | Voix        | %           |  |
| -------------- | ------------------------------------ | ----------------- | ------------ | ------------ | ----------- | ----------- |  |
|                | Jean-Noël de Lipkowski sortant réélu | RPR (UNM)         | 28 034       | 49,79        | 32 549      | 51,69       |  |
|                | Henri-Georges Dubois                 | PS                | 18 414       | 32,70        | 30 416      | 48,31       |  |
|                | Jean Papeau                          | PCF               | 9 091        | 16,15        |             |             |  |
|                | Gilles Goldnadel                     | Divers écologiste | 766          | 1,36         |             |             |  |
|                |                                      |                   |              |              |             |             |  |
| Inscrits       | Inscrits                             | Inscrits          | 84 502       | 100,00       | 84 497      | 100,00      |  |
| Abstentions    | Abstentions                          | Abstentions       | 26 477       | 31,33        | 20 486      | 24,24       |  |
| Votants        | Votants                              | Votants           | 58 025       | 68,67        | 64 011      | 75,76       |  |
| Blancs et nuls | Blancs et nuls                       | Blancs et nuls    | 1 720        | 2,96         | 1 046       | 1,63        |  |
| Exprimés       | Exprimés                             | Exprimés          | 56 305       | 97,04        | 62 965      | 98,37       |  |

André Brillouet était suppléant de Jean-Noël de Lipkowski.

### Élections de 1988
| Candidat           | Candidat              | Parti          | Premier tour | Premier tour | Second tour | Second tour |  |
| Candidat           | Candidat              | Parti          | Voix         | %            | Voix        | %           |  |
| ------------------ | --------------------- | -------------- | ------------ | ------------ | ----------- | ----------- |  |
|                    | Jean de Lipkowski élu | RPR (URC)      | 22 644       | 46,45        | 29 271      | 55,02       |  |
|                    | Henri Georges Dubois  | PS             | 17 297       | 35,48        | 23 932      | 44,98       |  |
|                    | Lucien Nauleau        | FN             | 3 893        | 7,99         |             |             |  |
|                    | Jean Papeau           | PCF            | 3 821        | 7,84         |             |             |  |
|                    | Marcel Bouyer         | Extrême droite | 1 097        | 2,25         |             |             |  |
|                    |                       |                |              |              |             |             |  |
| Inscrits           | Inscrits              | Inscrits       | 78 174       | 100,00       | 78 162      | 100,00      |  |
| Abstentions        | Abstentions           | Abstentions    | 28 329       | 36,24        | 23 781      | 30,43       |  |
| Votants            | Votants               | Votants        | 49 845       | 63,76        | 54 381      | 69,57       |  |
| Blancs et nuls     | Blancs et nuls        | Blancs et nuls | 1 093        | 2,19         | 1 178       | 2,17        |  |
| Exprimés           | Exprimés              | Exprimés       | 48 752       | 97,81        | 53 203      | 97,83       |  |
| Source : data.gouv |                       |                |              |              |             |             |  |

Michel Doublet, maire de Trizay, conseiller général du canton de Saint-Porchaire, était le suppléant de Jean-Noël de Lipkowski.

### Élections de 1993
| Candidat       | Candidat                        | Parti          | Premier tour | Premier tour | Second tour | Second tour |  |
| Candidat       | Candidat                        | Parti          | Voix         | %            | Voix        | %           |  |
| -------------- | ------------------------------- | -------------- | ------------ | ------------ | ----------- | ----------- |  |
|                | Jean de Lipkowski sortant réélu | RPR (UPF)      | 22 385       | 44,63        | 31 539      | 65,37       |  |
|                | Henri Georges Dubois            | PS (ADFP)      | 8 305        | 16,56        | 16 707      | 34,63       |  |
|                | Pascal Markowsky                | FN             | 6 573        | 13,11        |             |             |  |
|                | Pascal Revolat                  | GÉ (EÉ)        | 4 348        | 8,67         |             |             |  |
|                | Jacques Guiard                  | PCF            | 3 460        | 6,90         |             |             |  |
|                | Vincent Tourne                  | UDI            | 3 146        | 6,27         |             |             |  |
|                | Georgette Turquois              | LT-LNÉ         | 1 935        | 3,86         |             |             |  |
|                |                                 |                |              |              |             |             |  |
| Inscrits       | Inscrits                        | Inscrits       | 81 100       | 100,00       | 81 094      | 100,00      |  |
| Abstentions    | Abstentions                     | Abstentions    | 27 558       | 33,98        | 28 248      | 34,83       |  |
| Votants        | Votants                         | Votants        | 53 542       | 66,02        | 52 846      | 65,17       |  |
| Blancs et nuls | Blancs et nuls                  | Blancs et nuls | 3 390        | 6,33         | 4 600       | 8,7         |  |
| Exprimés       | Exprimés                        | Exprimés       | 50 152       | 93,67        | 48 246      | 91,3        |  |

Didier Quentin, conseiller régional, conseiller municipal de Royan, était le suppléant de Jean-Noël de Lipkowski.

### Élections de 1997
| Candidat       | Candidat                  | Parti          | Premier tour | Premier tour | Second tour | Second tour |  |
| Candidat       | Candidat                  | Parti          | Voix         | %            | Voix        | %           |  |
| -------------- | ------------------------- | -------------- | ------------ | ------------ | ----------- | ----------- |  |
|                | Didier Quentin élu        | RPR            | 13 663       | 27,03        | 29 964      | 55,37       |  |
|                | Claude Billot-Zeller      | PS             | 12 238       | 24,21        | 24 153      | 44,63       |  |
|                | Pascal Markowsky          | FN             | 6 688        | 13,23        |             |             |  |
|                | Jean de Lipkowski sortant | diss. RPR      | 6 514        | 12,89        |             |             |  |
|                | Jacques Guiard            | PCF            | 4 177        | 8,26         |             |             |  |
|                | Claude Meunier            | MPF            | 3 424        | 6,77         |             |             |  |
|                | Réjane Grué               | Les Verts      | 2 421        | 4,79         |             |             |  |
|                | Paul Liénart              | MÉI            | 1 415        | 2,80         |             |             |  |
|                |                           |                |              |              |             |             |  |
| Inscrits       | Inscrits                  | Inscrits       | 81 512       | 100,00       | 81 511      | 100,00      |  |
| Abstentions    | Abstentions               | Abstentions    | 27 791       | 34,09        | 23 692      | 29,07       |  |
| Votants        | Votants                   | Votants        | 53 721       | 65,91        | 57 819      | 70,93       |  |
| Blancs et nuls | Blancs et nuls            | Blancs et nuls | 3 181        | 5,92         | 3 702       | 6,4         |  |
| Exprimés       | Exprimés                  | Exprimés       | 50 540       | 94,08        | 54 117      | 93,6        |  |

Le suppléant de Didier Quentin était Jean-Claude Blémon, artisan peintre décorateur, maire de Grand-Village, Président de la Communauté de communes de l'Île d'Oléron.

### Élections de 2002
| Candidat       | Candidat                     | Parti          | Premier tour | Premier tour | Second tour | Second tour |  |
| Candidat       | Candidat                     | Parti          | Voix         | %            | Voix        | %           |  |
| -------------- | ---------------------------- | -------------- | ------------ | ------------ | ----------- | ----------- |  |
|                | Didier Quentin sortant réélu | UMP            | 27 560       | 48,33        | 33 340      | 64,76       |  |
|                | Régine Joly                  | PS             | 12 794       | 22,43        | 18 144      | 35,24       |  |
|                | Didier Fontaine              | FN             | 6 063        | 10,63        |             |             |  |
|                | Olivier Delabbey             | CPNT           | 3 519        | 6,17         |             |             |  |
|                | Éric Chollon                 | Les Verts      | 2 213        | 3,88         |             |             |  |
|                | Jacques Guiard               | PCF            | 1 368        | 2,4          |             |             |  |
|                | Nicole Lebigre               | MPF            | 819          | 1,44         |             |             |  |
|                | Monica Casanova              | LCR            | 789          | 1,38         |             |             |  |
|                | Thierry Marquet              | LO             | 701          | 1,23         |             |             |  |
|                | Régine Bouchon               | Divers droite  | 647          | 1,13         |             |             |  |
|                | Pascal Markowsky             | MNR            | 556          | 0,97         |             |             |  |
|                |                              |                |              |              |             |             |  |
| Inscrits       | Inscrits                     | Inscrits       | 89 676       | 100,00       | 89 664      | 100,00      |  |
| Abstentions    | Abstentions                  | Abstentions    | 31 541       | 35,17        | 36 096      | 40,26       |  |
| Votants        | Votants                      | Votants        | 58 135       | 64,83        | 53 568      | 59,74       |  |
| Blancs et nuls | Blancs et nuls               | Blancs et nuls | 1 106        | 1,9          | 2 084       | 3,89        |  |
| Exprimés       | Exprimés                     | Exprimés       | 57 029       | 98,1         | 51 484      | 96,11       |  |

Le suppléant de Didier Quentin était Jean-Claude Blémon.

### Élections de 2007
|                | Didier Quentin sortant réélu | UMP            | 31 884  | 53,51  |  |  |  |
|                | Vincent Barraud              | PRG            | 10 798  | 18,12  |  |  |  |
|                | Alexis Blanc                 | UDF–MoDem      | 4 790   | 8,04   |  |  |  |
|                | Élise Somprou                | FN             | 2 345   | 3,94   |  |  |  |
|                | Jean-Louis Jaulin            | CPNT           | 1 993   | 3,34   |  |  |  |
|                | Nicole Kentzel               | Les Verts      | 1 983   | 3,33   |  |  |  |
|                | Maria Dolores Delgado        | LCR            | 1 803   | 3,03   |  |  |  |
|                | Jacques Guiard               | PCF            | 1 647   | 2,76   |  |  |  |
|                | Claude Meunier               | LO             | 1 142   | 1,92   |  |  |  |
|                | Patrick Vaisse               | Divers         | 637     | 1,07   |  |  |  |
|                | Marouani Ben Hadj Salem      | LO             | 383     | 0,64   |  |  |  |
|                | Alain Ignacimouttou          | Divers         | 185     | 0,31   |  |  |  |
|                |                              |                |         |        |  |  |  |
| Inscrits       | Inscrits                     | Inscrits       | 100 474 | 100,00 |  |  |  |
| Abstentions    | Abstentions                  | Abstentions    | 39 666  | 39,48  |  |  |  |
| Votants        | Votants                      | Votants        | 60 808  | 60,52  |  |  |  |
| Blancs et nuls | Blancs et nuls               | Blancs et nuls | 1 218   | 2      |  |  |  |
| Exprimés       | Exprimés                     | Exprimés       | 59 590  | 98     |  |  |  |

Le suppléant de Didier Quentin était Jean-Claude Blémon.

### Élections de 2012
| Candidat       | Candidat                         | Parti          | Premier tour | Premier tour | Second tour | Second tour |  |
| Candidat       | Candidat                         | Parti          | Voix         | %            | Voix        | %           |  |
| -------------- | -------------------------------- | -------------- | ------------ | ------------ | ----------- | ----------- |  |
|                | Didier Quentin sortant réélu     | UMP            | 25 925       | 41,68        | 32 697      | 53,99       |  |
|                | Pascal Ferchaud                  | PRG (PS)       | 21 637       | 34,79        | 27 866      | 46,01       |  |
|                | Jean-Marc de Lacoste-Lareymondie | RBM (FN)       | 8 769        | 14,10        |             |             |  |
|                | Jacques Guiard                   | FG (PCF)       | 2 340        | 3,76         |             |             |  |
|                | Laurence Marcillaud              | EÉLV           | 1 272        | 2,05         |             |             |  |
|                | Michel Renault                   | CpF (MoDem)    | 957          | 1,54         |             |             |  |
|                | Sylvie Moreau                    | LT-LNÉ         | 608          | 0,98         |             |             |  |
|                | Pascale Lequeux                  | AÉI            | 361          | 0,58         |             |             |  |
|                | Anne Bernon                      | LO             | 327          | 0,53         |             |             |  |
|                |                                  |                |              |              |             |             |  |
| Inscrits       | Inscrits                         | Inscrits       | 106 006      | 100,00       | 105 996     | 100,00      |  |
| Abstentions    | Abstentions                      | Abstentions    | 42 999       | 40,56        | 43 829      | 41,35       |  |
| Votants        | Votants                          | Votants        | 63 007       | 59,44        | 62 167      | 58,65       |  |
| Blancs et nuls | Blancs et nuls                   | Blancs et nuls | 811          | 1,29         | 1 604       | 2,58        |  |
| Exprimés       | Exprimés                         | Exprimés       | 62 196       | 98,71        | 60 563      | 97,42       |  |

Le suppléant de Didier Quentin était Jean-Paul Peyry, pharmacien, conseiller général, maire de Saint-Pierre-d'Oléron.

### Élections de 2017
|                                                                                       |                                                                                         |                           |                           |                          |                          |
|                                                                                       |                                                                                         | Premier tour 11 juin 2017 | Premier tour 11 juin 2017 | Second tour 18 juin 2017 | Second tour 18 juin 2017 |
|                                                                                       |                                                                                         |                           |                           |                          |                          |
|                                                                                       |                                                                                         | Nombre                    | % des inscrits            | Nombre                   | % des inscrits           |
| Inscrits                                                                              | Inscrits                                                                                | 111 453                   | 100,00                    | 111 437                  | 100,00                   |
| Abstentions                                                                           | Abstentions                                                                             | 55 914                    | 50,17                     | 63 527                   | 57,01                    |
| Votants                                                                               | Votants                                                                                 | 55 539                    | 49,83                     | 47 910                   | 42,99                    |
|                                                                                       |                                                                                         |                           | % des votants             |                          | % des votants            |
| Bulletins blancs                                                                      | Bulletins blancs                                                                        | 782                       | 1,41                      | 3 919                    | 8,18                     |
| Bulletins nuls                                                                        | Bulletins nuls                                                                          | 370                       | 0,67                      | 1 816                    | 3,79                     |
| Suffrages exprimés                                                                    | Suffrages exprimés                                                                      | 54 387                    | 97,93                     | 42 175                   | 88,03                    |
|                                                                                       |                                                                                         |                           |                           |                          |                          |
| Candidat Étiquette politique (partis et alliances)                                    | Candidat Étiquette politique (partis et alliances)                                      | Voix                      | % des exprimés            | Voix                     | % des exprimés           |
|                                                                                       |                                                                                         |                           |                           |                          |                          |
|                                                                                       | Didier Quentin (député sortant) Les Républicains (Union des démocrates et indépendants) | 12 933                    | 23,78                     | 23 151                   | 54,89                    |
|                                                                                       | Gérard Potennec Divers (Mouvement démocrate - La République en marche)                  | 11 415                    | 20,99                     | 19 024                   | 45,11                    |
|                                                                                       | Séverine Werbrouck Front national                                                       | 8 444                     | 15,53                     |                          |                          |
|                                                                                       | Mickaël Vallet Parti socialiste                                                         | 7 355                     | 13,52                     |                          |                          |
|                                                                                       | Geoffrey Lebreton-Perez La France insoumise                                             | 4 936                     | 9,08                      |                          |                          |
|                                                                                       | Christian Gerin Divers                                                                  | 3 509                     | 6,45                      |                          |                          |
|                                                                                       | Stéphanie Muzard Europe Écologie Les Verts                                              | 1 327                     | 2,44                      |                          |                          |
|                                                                                       | Thierry Gille Divers                                                                    | 1 206                     | 2,22                      |                          |                          |
|                                                                                       | Maurice Montangon Debout la France                                                      | 863                       | 1,59                      |                          |                          |
|                                                                                       | Jacques Guiard Parti communiste français                                                | 569                       | 1,05                      |                          |                          |
|                                                                                       | Stéphane Theas Écologiste (Mouvement 100 % - Alliance écologiste indépendante)          | 444                       | 0,82                      |                          |                          |
|                                                                                       | Audrey Jean Divers (Parti animaliste)                                                   | 396                       | 0,73                      |                          |                          |
|                                                                                       | Béatrice Machillot Divers (Union populaire républicaine)                                | 234                       | 0,43                      |                          |                          |
|                                                                                       | Khamssa Rahmani Lutte ouvrière                                                          | 229                       | 0,42                      |                          |                          |
|                                                                                       | Pierre Duponchel Divers                                                                 | 214                       | 0,39                      |                          |                          |
|                                                                                       | Julien Millot Divers (Parti du vote blanc)                                              | 208                       | 0,38                      |                          |                          |
|                                                                                       | Patrice Guillory Divers (La Relève citoyenne)                                           | 67                        | 0,12                      |                          |                          |
|                                                                                       | Gilles Geirnaert Divers gauche                                                          | 36                        | 0,07                      |                          |                          |
|                                                                                       | Rémi Lefèvre Divers                                                                     | 2                         | 0,00                      |                          |                          |
| Source : Ministère de l'Intérieur - Cinquième circonscription de la Charente-Maritime |                                                                                         |                           |                           |                          |                          |

La suppléante de Didier Quentin était Mme Dominique Rabelle, pharmacienne, conseillère départementale du canton de l'Île d'Oléron.

### Élections de 2022
| Résultats des élections législatives des 12 et 19 juin 2022 de la 5e circonscription de Charente-Maritime |                          |                          |                          |              |              |             |             |
| Candidat                                                                                                  | Candidat                 | Parti et coalition       | Nuance                   | Premier tour | Premier tour | Second tour | Second tour |
| Candidat                                                                                                  | Candidat                 | Parti et coalition       | Nuance                   | Voix         | %            | Voix        | %           |
| | Séverine Werbrouck       | RN                       | RN                       | 15 404       | 25,76        | 26 336      | 48,26       |
| | Christophe Plassard      | Horizons (ENS)           | ENS                      | 14 245       | 23,83        | 28 233      | 51,74       |
| | Margarita Sola           | PS (NUPES)               | NUP                      | 11 886       | 19,88        |             |             |
| | Didier Quentin           | LR (UDC)                 | LR                       | 10 519       | 17,59        |             |             |
| | Florence Courtois        | REC                      | REC                      | 2 474        | 4,14         |             |             |
| | Romuald Dequatre         | ÉAC-RC                   | ECO                      | 1 525        | 2,55         |             |             |
| | Marie-Noëlle Groch       | PRG                      | RDG                      | 1 506        | 2,52         |             |             |
| | Vincent Marichal         | PA                       | ECO                      | 826          | 1,38         |             |             |
| | Grégory Dathy            | DLF (UPF)                | DSV                      | 782          | 1,31         |             |             |
| | Danielle Cassette        | LO                       | DXG                      | 620          | 1,04         |             |             |
| Votes valides                                                                                             | Votes valides            | Votes valides            | Votes valides            | 59 787       | 98,37        | 54 569      | 91,70       |
| Votes blancs                                                                                              | Votes blancs             | Votes blancs             | Votes blancs             | 679          | 1,12         | 3 686       | 6,19        |
| Votes nuls                                                                                                | Votes nuls               | Votes nuls               | Votes nuls               | 311          | 0,51         | 1 251       | 2,10        |
| Total | Total                    | Total                    | Total                    | 60 777       | 100          | 59 506      | 100         |
| Abstention                                                                                                | Abstention               | Abstention               | Abstention               | 58 931       | 49,23        | 60 244      | 50,31       |
| Inscrits / participation                                                                                  | Inscrits / participation | Inscrits / participation | Inscrits / participation | 119 708      | 50,77        | 119 750     | 49,69       |

La suppléante de Christophe Plassard était Vanessa Parent, gérante de maisons d'hôtes, conseillère municipale du Château-d'Oléron.

### Élections de 2024
| Candidat                 | Candidat                 | Parti et coalition       | Nuance                   | Premier tour | Premier tour | Second tour | Second tour |
| Candidat                 | Candidat                 | Parti et coalition       | Nuance                   | Voix         | %            | Voix        | %           |
| ------------------------ | ------------------------ | ------------------------ | ------------------------ | ------------ | ------------ | ----------- | ----------- |
|                          | Aymeric Mongelous,       | RN                       | RN                       | 36 296       | 43,83        | 39 259      | 47,89       |
|                          | Christophe Plassard,     | HOR (ENS)                | HOR                      | 27 124       | 32,75        | 42 725      | 52,11       |
|                          | Anne Brachet,            | PS (NFP)                 | UG                       | 18 344       | 22,15        | Retrait     | Retrait     |
|                          | Danièle Cassette         | LO                       | EXG                      | 1 051        | 1,27         |             |             |
|                          |                          |                          |                          |              |              |             |             |
| Votes valides            | Votes valides            | Votes valides            | Votes valides            | 82 815       | 97,31        | 81 984      | 95,47       |
| Votes blancs             | Votes blancs             | Votes blancs             | Votes blancs             | 1 609        | 1,89         | 2 758       | 3,21        |
| Votes nuls               | Votes nuls               | Votes nuls               | Votes nuls               | 676          | 0,79         | 1 128       | 1,31        |
| Total                    | Total                    | Total                    | Total                    | 85 100       | 100          | 85 870      | 100         |
| Abstention               | Abstention               | Abstention               | Abstention               | 35 196       | 29,26        | 34 447      | 28,63       |
| Inscrits / participation | Inscrits / participation | Inscrits / participation | Inscrits / participation | 120 296      | 70,74        | 120 317     | 71,37       |

La suppléante de Christophe Plassard est Vanessa Parent.

#### Département de la Charente-Maritime
- La fiche de l'INSEE de cette circonscription : « Tableaux et Analyses de la cinquième circonscription de la Charente-Maritime », sur insee.fr, site de l'Institut national de la statistique et des études économiques (consulté le 10 juin 2007) [PDF]
- « Tous les députés du département de la Charente-Maritime depuis 1789 », sur assemblee-nationale.fr, site de l'Assemblée nationale française (consulté le 10 juin 2007)
- « Informations contentieuses sur le département de la Charente-Maritime (Élections législatives de 2002) »(Archive.org • Wikiwix • Archive.is • Google • Que faire ?), sur conseil-constitutionnel.fr, site du Conseil constitutionnel (consulté le 13 juin 2007)

#### Circonscriptions en France
- « Carte des circonscriptions législatives en France », sur assemblee-nationale.fr, site de l'Assemblée nationale française (consulté le 10 juin 2007)
- « Résultats électoraux officiels en France »(Archive.org • Wikiwix • Archive.is • Google • Que faire ?), sur interieur.gouv.fr, site du ministère de l'Intérieur (France) (consulté le 13 juin 2007)
- Description et Atlas des circonscriptions électorales de France sur http://www.atlaspol.com, Atlaspol, site de cartographie géopolitique, consulté le 13 juin 2007.